# Amber Fuller
Amber Fuller (née le 16 septembre 1976) est une cavalière australienne de saut d'obstacles.
Elle est réserviste de l'équipe australienne de saut d'obstacles aux Jeux olympiques d'été de 2024.

## Biographie
Elle naît le 16 septembre 1976, puis grandit parmi une famille de cavaliers, sa mère la faisant monter à cheval dès l'âge de trois ans. Elle monte plus tard un poney Shetland nommé Nugget.
Elle est surnommée « Ambie ». Le cavalier George Sanna, qui l'a longtemps entraînée, a eu une influence notable sur sa carrière sportive,. Elle déclare admirer les cavaliers Beezie Madden, Edwina Tops-Alexander et Samantha McIntosh. Elle réside à Glossodia, en Nouvelle-Galles du Sud, et s'entraîne à Chatham Park.
En juillet 2024, Amber Fuller est sélectionnée par la Fédération équestre australienne comme réserviste de l'équipe australienne aux Jeux olympiques d'été de 2024 à Paris, en France, avec son cheval Nopal Van Tallaert. Il s'agit ainsi de la toute première équipe d'équitation entièrement féminine lors d'une édition des Jeux olympiques, composée également d'Edwina Tops-Alexander, de Hilary Scott et de Thaisa Erwin.
En dehors de sa pratique de l'équitation, Amber Fuller déclare être « une nerd », passant une grande partie de son temps libre à lire ou à naviguer sur Wikipédia.

## Palmarès
- 2018 : vainqueure du championnat australien de saut d'obstacles, avec CP Aretino[3] ;
- 2020 : 3e de la finale du Takapoto Estate Showjumping Gold[1] ;
- 2021 : vainqueure de la Coupe du Monde de Werribee[1] ;
- janvier 2024 : 7e du Grand Prix du CSI4* de Doha, avec Nopal Van Tallaert[6] ;

## Chevaux
En 2020, elle monte trois chevaux de compétition de caractères très différents : CP Aretino, un cheval « maison » qui est alors aussi son cheval de Grand Prix, Armani Z, et Nopal Van Tallaert alors âgé de sept ans et prometteur.